# Jan Kačer
Jan Kačer (ur. 3 października 1936 w Holicach, zm. 24 maja 2024) – czeski aktor i reżyser filmowy.
W 2026 roku został odznaczony Orderem Tomáša Garrigue Masaryka IV klasy.

## Wybrana filmografia
- 1959 Probuzení
- 1963 Smrt si říká Engelchen
- 1963 Cesta hlubokým lesem
- 1964 Každý den odvahu
- 1965 Nikdo se nebude smát
- 1965 Bloudění
- 1966 Der sanfte Lauf
- 1967 Údolí včel
- 1967 Koniec agenta W4C
- 1969 Den sedmý, osmá noc
- 1969 Flirt se slečnou Stříbrnou
- 1972 Jana Eyrová
- 1978 Město mé naděje
- 1982 Vinobraní
- 1985 Vlčí bouda
- 1986 Operace mé dcery
- 1997 Výchova dívek v Čechách
- 1997 Modré z neba
- 1999 Vincenz Priessnitz
- 2004 Bolero
- 2005 Krev zmizelého
- 2018 Chata na prodej